# Coelinius opertus
Coelinius opertus är en stekelart som beskrevs av Astafurova 1998. Coelinius opertus ingår i släktet Coelinius och familjen bracksteklar. Inga underarter finns listade i Catalogue of Life.